# Chajjim Erez
Chajjim Erez (hebr. חיים ארז, ur. jako Henryk Rozenberg, ur. 1935 w Warszawie) – izraelski wojskowy, generał dywizji (alluf), dowódca podczas kryzysu sueskiego, wojny sześciodniowej i wojny Jom Kipur, wykładowca Szkoły Korpusu Pancernego, zastępca dowódcy Korpusu Pancernego (1976–1977), szef Dowództwa Południowego (1982–1983). W 1973 roku podczas wojny Jom Kipur dowodzona przez niego 421 Brygada Pancerna była pierwszą izraelską formacją pancerną, która przekroczyła Kanał Sueski.

## Życiorys

### Młodość
Urodził się w 1935 roku w Warszawie jako Henryk Rozenberg. Gdy miał cztery lata jego rodzina rozdzieliła się. Dziadkowie pozostali w okupowanej przez Niemców części Polski. Natomiast rodzice Chajjima zdecydowali się przedostać do części okupowanej przez Związek Radziecki. Pierwszy wyjechał ojciec i dotarł do Białegostoku. Chajjim z matką nie zostali przepuszczeni przez Armię Czerwoną. Po kilku dniach czekania na granicy otrzymał od matki karteczkę z prośbą o pomoc w transporcie do Białegostoku i otrzymał polecenie, aby przebiec przez granicę. Przypadkowo napotkana Polka pomogła mu dostać się do ojca. Część żydowskich sąsiadów rozważała powrót do części Polski okupowanej przez Niemców. Ojciec Chajjima wyruszył z nimi, żeby znaleźć nowe miejsce zamieszkania dla rodziny i nigdy nie wrócił .
Wraz z matką został wywieziony na Syberię. W 1941 roku na mocy układu Sikorski-Majski zostali wypuszczeni i wyjechali do Buchary, gdzie matka podjęła pracę w aptece. Została niesłusznie oskarżona o kradzież w miejscu pracy, za co skazano ją na 10 lat pozbawienia wolności, a Chajjima umieszczono w chrześcijańskim sierocińcu. W 1942 roku został wysłany w grupie 700 dzieci przez Armię Andersa do Teheranu do ośrodka Agencji Żydowskiej. Z Teheranu wyjechał do Indii Brytyjskich, następnie do Egiptu i dopiero do Palestyny do moszawu Nahalal. Tam został przyjęty przez rodzinę zastępczą, która nadała mu nowe, hebrajskie imię i nazwisko. W 1948 roku z obozu dla dipisów w Baden-Baden przyjechała do Palestyny jego matka z drugim mężem i synem .

### Służba w wojsku
W 1954 roku wstąpił do Sił Obronnych Izraela. Służbę rozpoczął w Brygadzie Golani. Po dwóch latach ukończył kurs oficera piechoty i został dowódcą plutonu w 13 batalionie Brygady Golani. Walczył w kryzysie sueskim. Brał udział w bitwie o węzeł Rafah. Otrzymał pochwałę za przeprowadzenie swojego oddziału przez egipskie pole minowe bez strat w ludziach . W 1959 roku przeszedł do Korpusu Pancernego i został oddelegowany do 7 Brygady Pancernej. W 1964 roku ukończył kurs oficerów Korpusu Pancernego i został oddelegowany do zespołu, który wyjechał do Republiki Federalnej Niemiec, aby odebrać czołgi Patton M48A2. W latach 1965–1967 był zastępcą dowódcy 79 Batalionu Pancernego w 7 Brygadzie Pancernej. W trakcie wojny sześciodniowej był dowódcą 79 Batalionu Pancernego, który walczył o węzeł Rafah 5 czerwca, a następnie zdobył sztab egipskiej 7 Brygady Piechoty w Asz-Szajch Zuwajjid.
W latach 1968–1970 był wykładowcą w szkole Korpusu Pancernego na kursach dla dowódców kompanii. Następnie w latach 1970–1971 był zastępcą dowódcy 14 Brygady Pancernej, a w okresie od 1972 roku do 1973 roku był dowódcą 421 Brygady Pancernej.

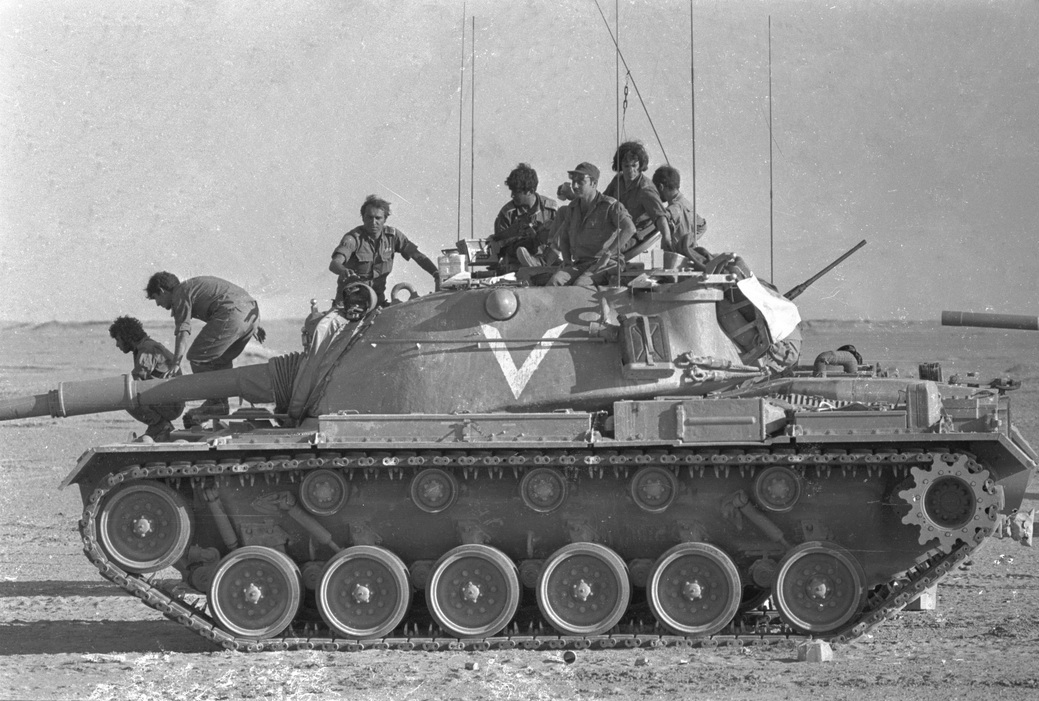
Czołg Chajjima Ereza, dowódcy 421 Brygady Pancernej (1973).

W trakcie wojny Jom Kipur jego brygada wchodziła w skład 143 Rezerwowej Dywizji Pancernej generała dywizji Ariela Szarona, która była odpowiedzialna za prowadzenie działań w środkowej części frontu na Synaju. Brała udział w walkach o grzbiet Chamutal oraz w operacji „Abirej Lew”. W tej drugiej miała za zadanie w ramach bitwy o Chińską Farmę ubezpieczać 247 Rezerwową Brygadę Spadochronową Daniego Mata, która miała przekroczyć Kanał Sueski i utworzyć na jego zachodnim brzegu przyczółek dla przeprawy. Następnie Erez miał przeprawić swoją brygadę, wspomóc spadochroniarzy Mata i przeprowadzić uderzenia na stanowiska egipskiej obrony przeciwlotniczej. 16 października jako pierwsza izraelska formacja pancerna w historii brygada przeprawiła 21 czołgów na zachodni brzeg kanału i rozpoczęła powierzone działania.
W latach 1974–1975 był zastępcą dowódcy 36 Dywizji Pancernej podporządkowanej Dowództwu Północnemu. W 1976 awansowany na stopień generała brygady (tat alluf) i mianowany zastępcą szefa Korpusu Pancernego. Następnie w latach 1978–1979 był dowódcą 162 Dywizji Pancernej.
Od 1980 do 1981 roku był zastępcą szefa zarządu planowania w Sztabie Generalnym Sił Obronnych Izraela. W tym czasie został też awansowany na generała dywizji. W latach 1982–1983 był szefem Dowództwa Południowego. W trakcie jego kadencji zakończono wycofywanie wojska oraz osadników z Synaju. Od 1983 do 1986 roku był szefem Departamentu Logistyki Sztabu Generalnego. W tym okresie jego głównym wyzwaniem było zapewnienie wsparcia logistycznego wojskom izraelskim w Libanie, a następnie ich przemieszczenie do pasa bezpieczeństwa na południu Libanu. W 1987 roku odszedł ze służby.

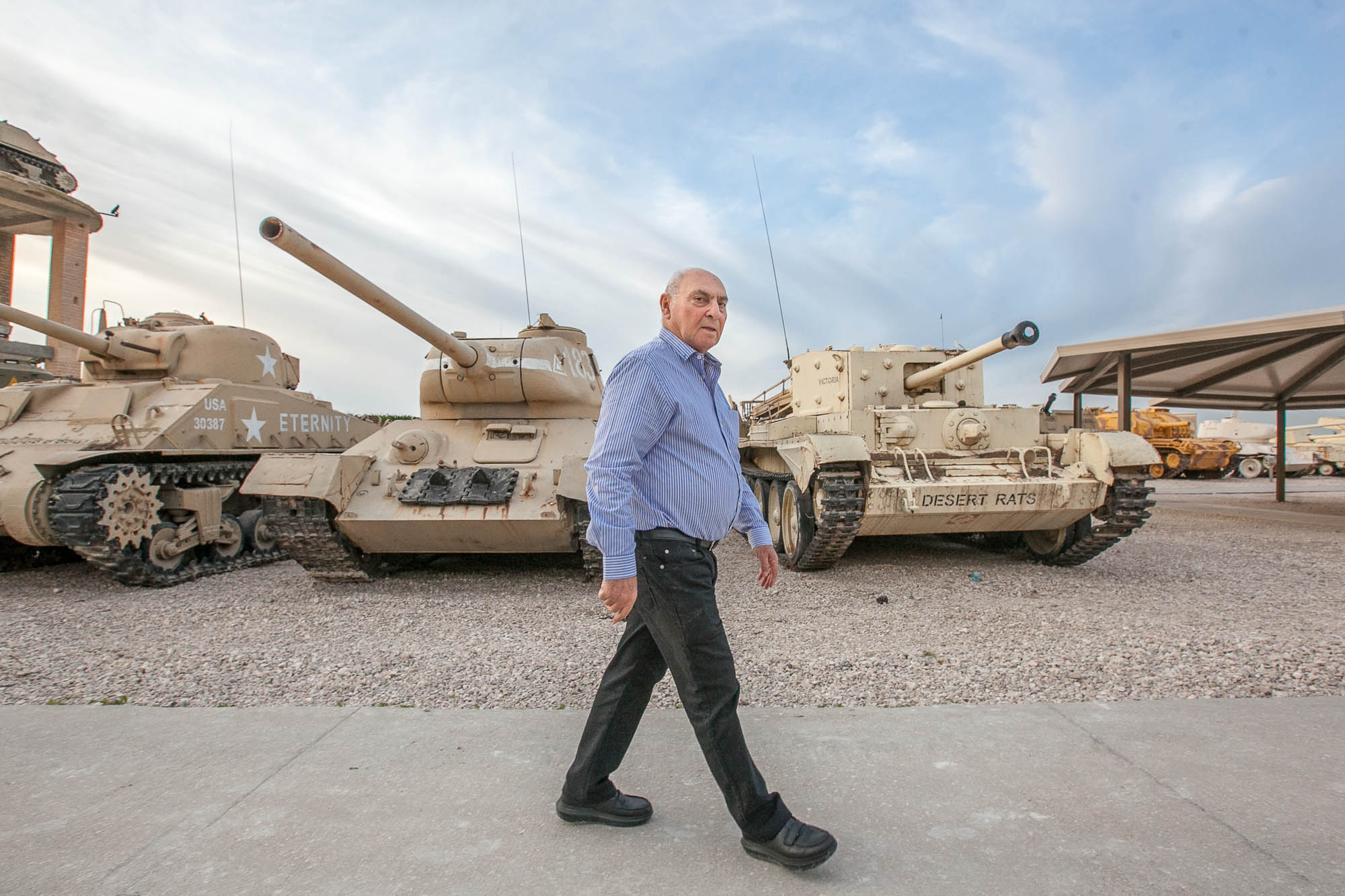
Erez w Muzeum Jad la-Szirjon w 2015 roku.

### W cywilu
W cywilu sprawował funkcję dyrektora generalnego przedsiębiorstwa chemicznego Kimikalim le-Jisra’el, następnie otworzył własną firmę konsultingową oraz zaangażował się w działania i rozwój Muzeum Jad la-Szirjon w Latrun .

## Życie prywatne
Żonaty z Meirą, z którą ma dwóch synów – Dawida i Amitaja .